# Issac Ryan Brown
Issac Ryan Brown (Detroit, Míchigan; 12 de julio de 2005) es un actor y cantante estadounidense. Es conocido por su interpretación de Booker en la comedia de situación de Disney Channel Raven's Home, que le valió una nominación en la 48th Daytime Emmy Awards para Outstanding Principal Performance in a Children's Program, y su papel como la voz de Augustus «Gus» Porter en The Owl House.

## Primeros años y carrera
Brown nació en Detroit, Míchigan. A la edad de seis años, audicionó para America's Got Talent, interpretando canciones como «One More Chance» de Michael Jackson, pero no avanzó a los cuartos de final.
Brown hizo su debut en pantalla en la serie de Nickelodeon Sam & Cat. Interpretó como Dre de joven en varios episodios de Black-ish. En la adaptación de la película de televisión de acción en vivo de la serie animada Kim Possible, interpretó al genio adolescente de la informática Wade.
Brown también trabaja como artista de voz en off. Dio voz al personaje principal, Bingo, en la serie de Disney Junior Puppy Dog Pals. Otros papeles incluyen a Goby en Bubble Guppies y Haruna Kitumba en Miles from Tomorrowland. Dio voz a Stinky en The Stinky & Dirty Show, reemplazando a Jaden Betts. En noviembre de 2019, se anunció que Brown daría a voz a Gus Porter en The Owl House de Disney Channel

## Vida personal
Brown reside actualmente en Los Ángeles con su familia.

## Filmografía

### Películas
| Año  | Título                                         | Personaje           | Notas                |
| ---- | ---------------------------------------------- | ------------------- | -------------------- |
| 2014 | Papou                                          | Myran               |                      |
| 2015 | King Ripple                                    | King Ripple (Joven) | Cortometraje         |
| 2015 | The Neverlands                                 | Khalil (Joven)      | Cortometraje         |
| 2016 | The Land Before Time XIV: Journey of the Brave | Chomper             | Voz, directo a video |
| 2016 | Dreams My Master                               | Damian              | Cortometraje         |
| 2016 | Batman v Superman: Dawn of Justice             | Squatter Boy        |                      |
| 2016 | Believe                                        | Clarence Joseph     |                      |
| 2017 | Kings                                          | Shawnte             |                      |
| 2017 | All I Want for Christmas Is You                | Brett               | Voz, directo a video |
| 2018 | Next Gen                                       | Ric                 | Voz                  |

### Televisión
| Año       | Título                      | Personaje                            | Notas                                            |
| --------- | --------------------------- | ------------------------------------ | ------------------------------------------------ |
| 2011      | America's Got Talent        | Él mismo                             | Eliminado en la audición de Las Vegas            |
| 2013      | Sam & Cat                   | Kip                                  | Episodio: «#ToddlerClimbing»                     |
| 2014      | The Soul Man                | Stamps (Joven)                       | Episodio: «Daddy Issues»                         |
| 2014      | Garfunkel and Oates         | Timmy                                | Episodio: «Eggs»                                 |
| 2014-2019 | Black-ish                   | Dre (Joven)                          | 28 episodios                                     |
| 2015-2018 | Miles from Tomorrowland     | Haruna Kitumba                       | Voz, papel recurrente (24 episodios)             |
| 2015-2016 | Bubble Guppies              | Goby                                 | Voz, papel principal (24 episodios)              |
| 2015      | Devious Maids               | Deion                                | 4 episodios                                      |
| 2015      | Black Jesus                 | Boon- Boon                           | Episodio: «No Room for Jesus»                    |
| 2015      | Adam Ruins Everything       | Jake                                 | 2 episodios                                      |
| 2015-2017 | How to Get Away with Murder | Christophe Edmond/Wes Gibbins (niño) | recurrente, 5 episodios, serie de TV ABC         |
| 2016      | OMG!                        | Ryan                                 | Invitado 1 episodio, serie de TV                 |
| 2016      | Time Traveling Bong         | Michael Jackson                      | Miniserie Episodio: «Chapter 2: The Middle»      |
| 2016      | The Thundermans             | Rodney                               | Sin acreditar Episodio: «Back to School»         |
| 2016-2017 | Whisker Haven               | Chai                                 | Voz, 4 episodios                                 |
| 2017      | NCIS                        | Joey                                 | Episodio: «Kulinda»                              |
| 2017      | Go! Cartoons                | Edgar                                | Episodio: «The Summoning»                        |
| 2017-2020 | Puppy Dog Pals              | Bingo                                | Voz, papel principal (temporadas 1-3)            |
| 2017-2019 | The Stinky & Dirty Show     | Stinky (voz)                         | Papel principal                                  |
| 2017-2023 | Raven's Home                | Booker Baxter-Carter                 | Papel principal                                  |
| 2018      | Summer Camp Island          | Max                                  | Voz, 2 episodios                                 |
| 2018-2021 | Padre de familia            | Voces adicionales                    | 14 episodios                                     |
| 2019-2020 | Kim Hushable                | Wade                                 | Miniserie                                        |
| 2019      | Kim Possible                | Wade                                 | Película de televisión                           |
| 2019      | The Rookie                  | AJ Clemons                           | Episodio: «Safety»                               |
| 2019      | Costume Quest               | Everett Nichols                      | Voz, papel principal                             |
| 2020-2023 | The Owl House               | Augustus «Gus» Porter                | Voz, papel recurrente                            |
| 2020      | Bunk'd                      | Booker Baxter-Carter                 | Episodio crossover: «Raven About Bunk'd: Part 2» |
| 2021      | Disney's Magic Make-Off     | Él mismo                             | Anfitrión                                        |
| 2022      | The Neighborhood            | Peter                                | Episodio: «Welcome to the Hot Prospect»          |
| 2023      | Saturdays                   | Booker Baxter-Carter                 | Episodio crossover: «Emma Dilemma»               |
| 2023      | Kiya & the Kimoja Heroes    | Bra Jabu                             | Voz, 18 episodios                                |

### Web
| Año  | Título       | Personaje | Notas                     |
| ---- | ------------ | --------- | ------------------------- |
| 2017 | Go! Cartoons | Edger     | Episodio: «The Summoning» |

## Premios y nominaciones
| Año  | Premio              | Categoría                                                 | Receptor     | Resultado | Ref   |
| ---- | ------------------- | --------------------------------------------------------- | ------------ | --------- | ----- |
| 2021 | Daytime Emmy Awards | Outstanding Principal Performance in a Children's Program | Raven's Home | Nominado  | [ 6 ] |